# Kovodělník (socha)
Kovodělník (též Hutník) je socha ve vstupní hale hlavního nádraží v Plzni. Po stranách schodiště tvoří dvojici se sochou Železničáře.
Bronzová socha pochází z roku 1956. Autorem sochy je Ladislav Novák.